# Chelsea Semple
Pas d'image ? Cliquez ici

a Compétitions nationales et continentales officielles uniquement.

b Matchs officiels uniquement.
Dernière mise à jour le 15 mars 2024.
Chelsea Semple, née Alley le 7 novembre 1992 à Tokoroa (Nouvelle-Zélande), est une joueuse internationale néo-zélandaise de rugby à XV et à sept. Elle joue aux postes de centre ou de demi d'ouverture. Elle représente la province de Waikato en Farah Palmer Cup et joue avec les Chiefs Manawa en Super Rugby Aupiki.

## Biographie
Chelsea Semple est née le 7 novembre 1992 à Tokoroa en Nouvelle-Zélande.
Elle fait ses débuts en National Provincial Championship avec la province d'Auckland, mais elle rejoint celle de Waikato dès sa réactivation en 2012.
En juillet 2014, elle gagne sa première cape avec les Black Ferns face à l'Angleterre.
En 2019, elle remporte le Women's Rugby Super Series.
En 2021, elle dispute le premier match de l'histoire des Chiefs Manawa à l'Eden Park. À cette occasion, elle alerte l'opinion publique sur les difficultés quotidiennes des joueuses semi-professionnelles, qui doivent assumer rugby de haut niveau avec un ou parfois plusieurs emplois.
En 2022, elle est appelée pour les Pacific Four Series. Au mois d'août, elle subit un KO important contre les Wallaroos. Elle n'est pas sélectionnée pour la Coupe du monde 2021, c'est la première fois en onze années de carrière internationale que les Black Ferns la laissent de côté. Elle est effondrée mais déclare comprendre la décision. Et alors que le corps médical l'avait avertie qu'elle aurait beaucoup de difficultés à avoir un enfant, elle tombe enceinte pendant la compétition et ne joue pas lors de la saison 2023. Son intérêt pour le rugby s'effondre, mais pendant sa grossesse elle s'implique au sein du staff des Chiefs Manawa et s'aperçoit alors que l'envie de jouer est toujours là.
Elle revient sur les terrains en 2024 avec les Chiefs Manawa, après ne plus avoir joué depuis août 2022 et sa commotion cérébrale contre l’Australie. Elle a fait une croix sur l'équipe nationale et dit se sentir plus libérée que jamais en tant que joueuse : « Je ne joue plus pour être sélectionnée, je joue pour mes coéquipières et pour moi-même ». Même au sein des Chiefs Manawa, elle a demandé à l'encadrement de ne pas se voir confier de responsabilités particulières, notamment le capitanat. Toutefois, elle assure que si ses motivations ont changé, son esprit de compétition est intact.

## Palmarès

### En franchise et province
- Vainqueur du National Provincial Championship en 2011 et 2021.
- Finaliste du National Provincial Championship en 2014 et 2020.
- Vainqueur du Super Rugby Aupiki en 2022.
- Finaliste du Super Rugby Aupiki en 2023.

### En équipe nationale
- Vainqueur de la Coupe du monde en 2017.
- Vainqueur des Women's Rugby Super Series en 2019.
- Vainqueur des Pacific Four Series en 2022.